# Ottrau
Ottrau är en kommun och ort i Schwalm-Eder-Kreis i Regierungsbezirk Kassel i förbundslandet Hessen i Tyskland.
Kommunen genom en sammanslagning av de tidigare kommunerna Ottrau, Görzhain, Immichenhain, Kleinropperhausen, Schorbach och Weißenborn bildade 1 april 1972 den nya kommuen Ottrau.